# امیرآباد (بافت، شرق)
امیرآباد روستایی در دهستان گوغر بخش مرکزی شهرستان بافت استان کرمان ایران است.

## جمعیت
بر پایه سرشماری عمومی نفوس و مسکن در سال ۱۳۹۵ جمعیت این روستا ۱۳۹ نفر (۴۶خانوار) بوده‌است.